# Gerichtsbezirk Raab
Der Gerichtsbezirk Raab war ein dem Bezirksgericht Raab unterstehender Gerichtsbezirk im politischen Bezirk Schärding (Bundesland Oberösterreich). Der Gerichtsbezirk wurde 2003 aufgelöst und das Gebiet dem Gerichtsbezirk Schärding zugewiesen.

## Geschichte
Der Gerichtsbezirk Raab geht auf die Hofmark Raab zurück, die wiederum zum Pflegegericht Schärding gehörte. Im Zuge des Bayerischen Erbfolgekrieges wurde 1779 das Innviertel durch den Frieden von Teschen Österreich zugesprochen und Raab damit Teil von Österreich ob der Enns. Der Gerichtsbezirk von Raab umfasste die Gemeinden Altschwendt, Andorf, Diersbach, Dorf an der Pram, Enzenkirchen, Raab, Riedau, Sankt Willibald, Sigharting und Zell an der Pram. Mit dem 1. Jänner 2003 wurde das Bezirksgericht Raab ebenso wie das Bezirksgericht Engelhartszell aufgelassen und die Gemeinden dem Bezirksgericht Schärding unterstellt.